# Svatá brána (Kadaň)
Gotická věž Svaté brány, zvané též Mikulovická, představuje jednu z nejdůležitějších částí historického opevnění města Kadaně. Byla hlavní branou, oddělující na západní straně Staré Město kadaňské od Nového Města.

## Historie

Karel Würbs, Svatá brána s předbraním, 1842

Svatá brána byla vystavěna koncem 13. století jako součást mohutného městského opevnění, které ve dvou až třech pásech obepínalo celé královské město. Při návštěvách Kadaně branou projížděli mnozí čeští panovníci, jako například Václav II. (1287, 1295, 1297), Karel IV. (1367, 1374), Václav IV. (1374), Ferdinand I. (1534, 1562), Maxmilián II. (1562) a Josef II. (1779). Od Svaté brány totiž pokračovala kupecká cesta směrem na krušnohorskou Přísečnici a do Saska, nebo Poohřím na Cheb a Norimberk.
Kolem roku 1500 začalo na popud Jana Hasištejnského z Lobkowicz, předního českého aristokrata a humanisty, vznikat právě před Svatou branou předměstská čtvrť Nové Město kadaňské. Tehdy byla brána ještě nazývána Mikulovická, neboť cesta, která od ní vedla, směřovala na Mikulovice. Ke změně názvu na Svatou bránu došlo až roku 1532, poněvadž odtud bylo možno dojít k poutnímu kostelu Čtrnácti sv. Pomocníků pod Svatou horou v Kadani. Dne 14. června 1639 o druhé hodině ranní bylo město Kadaň napadeno asi 300 švédskými jezdci, kteří dobyli předměstí a začali útočit na Svatou bránu, zapálili před ní slámu a ostřelovali ji. Po několika útocích Švédové kvůli velkému počtu mrtvých a raněných obléhání vzdali. Město však přesto později Švédům podlehlo, dokonce 25. března 1641 projel Svatou branou osobně generál Johan Banér. 
V průjezdu se nachází zamřížovaný barokní výklenek. Původně v něm byla umístěna pozdně gotická socha Černé Matky Boží (dnes v chomutovském muzeu), kterou tu nechal na své náklady roku 1738 instalovat kadaňský erbovní měšťan Franz Max Köllisch z Köllischsheimu. 
Svatá brána mívala složitě strukturované předbraní, lidově zvané Šance. To se skládalo z první brány, která bývala ozdobena reliéfem s dnes již neznámým biblickým motivem. Tato brána byla zároveň kryta kruhovou baštou o osmi střílnách. Mezi první branou a Svatou branou ve věži se pak nacházela ještě druhá brána. Předbraní bylo společně s kruhovou baštou zbořeno v roce 1842. Dnešní podobu získala Svatá brána v letech 1877 až 1878, kdy byla také doplněna o nový hodinový stroj. V předpolí brány byla roku 1882 vztyčena socha císaře Josefa II. a tento veřejný prostor nese od té doby název Josefské náměstí.

## Victor Bernstein
Do historie Svaté brány se také významně otiskla postava kadaňského umělce Victora Bernsteina, který v Kadani žil někdy na přelomu 16. a 17. století. Bernstein svá díla údajně realizoval v noci, tak aby jeho skutečná identita zůstala v anonymitě. Zabýval se především tvorbou dvojznačných maleb na fasádách domů a do kamene tesaných karikatur. Nejznámějším výtvorem tohoto kontroverzního umělce byla malba na zdi v průchodu Svaté brány. Ta znázorňovala strom poznání v rajské zahradě s postavami Adama, Evy a hada představujícího ďábla, tedy tzv. prvotní hřích. Nad hlavním výjevem se pak nacházel ještě jiný ikonografický motiv zobrazující čerta, jenž podává stařeně na pohrabáči domácí pantofel. Existovalo více různých interpretací tohoto výjevu, někteří v něm viděli kritiku náboženských sporů, jiní zase ironický pohled na ženy. Městští radní toto dílo nenechali odstranit, věžník ze Svaté brány měl dokonce za úkol ho udržovat, snad jako varování před hříšným životem. Přesto však byla malba v průběhu 18. století někdy za panování císařovny Marie Terezie zničena. Na Svaté bráně můžeme ale ještě dnes nalézt jiný výtvor, který je také připisován Bernsteinovi. Nachází se na jednom z nárožních kamenů a je na něm vytesána část postavy, údajně karikatura některého z tehdejších kadaňských duchovních. Je ale také možné, že se jedná o Bernsteinův autoportrét.